# Margit Westerlund
Margit Elisabet Westerlund, född 4 mars 1956 i Tavastehus, är en finländsk sångare (alt).
Westerlund studerade vid Sibelius-Akademin för Anita Välkki, diplom 1984. Hon segrade i Timo Mustakallio-tävlingen 1985, och höll sin debutkonsert 1986, varefter hon har framträtt som liedsångare och oratoriesolist i hemlandet, Tyskland och USA. Som operasångare har Westerlund från 1986 framträtt i Vasa, i Björneborg och på Finlands nationalopera. Hennes roller omfattar bland annat tredje damen i Mozarts Trollflöjten, Mirabella i Rosenkavaljeren av Richard Strauss och Lena i Rödhamn av Lars Karlsson. 2007 utförde hon fiskargummans roll i Nationaloperans uppsättning av Kung Karls jakt. Som sångpedagog har Westerlund varit engagerad vid Esbo musikinstitut.